# 横山光輝
横山 光輝（よこやま みつてる、1934年〈昭和9年〉6月18日 - 2004年〈平成16年〉4月15日）は、日本の漫画家。兵庫県神戸市須磨区出身。本名：横山 光照。代表作に『鉄人28号』『伊賀の影丸』『仮面の忍者 赤影』『魔法使いサリー』『コメットさん』『バビル2世』『三国志』など、長年にわたり幅広いジャンルで活躍した。

## 経歴

### 生い立ち
1934年（昭和9年）、神戸市須磨区に生まれる。戦時中は鳥取県に疎開していた。1946年（昭和21年）、神戸市立太田中学校に入学、この頃から漫画を描き始める。1949年（昭和24年）、神戸市立須磨高等学校に入学。手塚治虫の『メトロポリス』に感銘を受け本格的に漫画を志し、『漫画少年』『探検王』などの雑誌に作品を投稿するようになる。1951年（昭和26年）には横山みつてるの筆名で10数本の作品が商業誌に掲載される。1953年（昭和28年）、高校を卒業し神戸銀行（現：三井住友銀行）に入社するが4か月で退社、その後、友達の大阪府堺市の自転車工場で働くが数か月で辞める。1955年（昭和30年）には神戸に戻り、映画会社の宣伝部員として勤務しながら漫画の投稿を続ける。

### 活躍

鉄人28号モニュメント（若松公園・神戸市長田区）

魔法使いサリー（アニメ版）レリーフ（大泉アニメゲート・練馬区）

三国志壁画（KOBE鉄人三国志ギャラリー・神戸市長田区）

1954年（昭和29年）、貸本漫画会社、大阪東光堂の注文で貸本漫画を描いていた横山は、出版社の社長に連れられ手塚の下に赴き、横山が描いた時代物『魔剣烈剣』に目を通した手塚は「売れる漫画家」と判断した。横山は、『魔剣烈剣』の読者からの好評に自信を得て漫画家を志すようになり、この作品におけるスピード感と娯楽性は今後の漫画作りの姿勢の基本になったと言う。
1955年（昭和30年）、貸し本向け単行本『音無しの剣』で漫画家デビュー。2作目の『白百合物語』が認められ、光文社の『少女』で初の雑誌連載『白ゆり行進曲』が開始される。手塚はそのデビュー当時を「かれほど『彗星のように』という形容のあてはまる男はいない」と評している。この頃に原作手塚治虫、作画横山光輝で『黄金都市』、『ターザンの洞窟』、『海流発電』、『仮面の冒険児』で4作発表している。横山はトキワ荘の住人ではなかったが、手塚の「鉄腕アトム」のアシスタントとして活動したこともあった。
1956年（昭和31年）、映画会社を退職した後、光文社『少年』に発表した『鉄人28号』が人気を博し作家的地位を確立。『鉄人28号』は『少年』誌上で手塚の『鉄腕アトム』と人気を二分するヒット作となった。この年より上京し、以降映画会社勤務時に多くの映画を見た経験を生かして、名作を次々と生み出した。この時、鉄人28号のヒットにより本気で漫画家になろうと考えたと語っている。
1964年（昭和39年）には、神田三崎町に株式会社光プロダクションを設立する。
『魔法使いサリー』などの例外を除けば連続物語（ストーリー漫画）を多く描き、笑いの要素のほとんどない、ある意味でハードボイルドな世界の構築を得意とした。展開も絵柄も奇をてらわない正攻法でわかりやすく、後年歴史もので名を成す下地となっている。
アニメ化された作品も多く、『鉄人28号』で巨大ロボットアニメ、『魔法使いサリー』で魔法少女アニメの歴史が始まったと言われ、分野の先駆け的存在となった。
1991年（平成3年）、『三国志』により第20回日本漫画家協会賞優秀賞を受賞。受賞作『三国志』は、1971年（昭和46年）から1986年（昭和61年）までの15年の時間を要し、全60巻（文庫版は全30巻）というスケールで劉備登場から蜀漢の滅亡までが描かれた大作である。『水滸伝』『三国志』以降、横山は日本や中国の歴史漫画中心に力を注ぐことになる。中には毛沢東の長征を描いた『長征』のような近代中国史を描いた作品もある。
1999年（平成11年）には大病を患い療養。

### 晩年
2004年（平成16年）に日本漫画家協会賞文部科学大臣賞を受賞した。同年4月7日『鉄人28号』（第4作）が放送開始。4月11日に東京都古書籍協同組合が組合員を対象として14～15日に開く全古書連大市会にて横山の未発表作品が入札にかけられると報道され、これに対し「売りに出されるのは不愉快」と発言していた。
それから間もない同年4月15日朝方、東京都豊島区千早の自宅で火事に見舞われ、全身火傷を負って意識不明の重体となり、同日22時29分に日本大学医学部附属板橋病院にて死去した。69歳だった。出火原因は寝煙草の不始末で、約3年前に足を骨折した後遺症のため逃げ遅れたという。遺作は2001年7月に完結した『殷周伝説』。次作については、兵法書『孫子』で著名な兵法家・孫武の物語を構想していたと編集部が明かしている。

### 没後
遺産は家族間の揉め事で紛糾した。長男の横山輝利（てるとし、光プロダクション代表取締役の一人）と長女が相続したという。後に輝利は光プロのパーティで亡父の昔の単行本の再発行版決定に関してのスピーチの際に「大変読み易く、亡父が見ても納得してくれると思う」と述べている。
横山の生前時、「私の納得できる最善の出来ではない」という理由で、単行本化されない作品が多数あった。しかし横山の死後は『ジャイアントロボ』等々のこうした作品が相次いで単行本化されている。
2007年、生地である兵庫県神戸市長田区の新長田駅周辺の商店街などでは毎年夏頃に「三国志祭」が開かれ、2009年9月29日には同駅近くの若松公園内に高さ15.6m（全長18m）の実物大の鉄人28号モニュメント像が完成した。総工費は1億3,500万円で神戸市の補助金の他に寄付や協賛金などで集められた。

## 評価
少年・少女向けから大人向けまで、幅広い分野で多彩な技量を見せていた。
新分野への挑戦にも意欲的であり、番長漫画が流行した当時には、自らも『あばれ天童』を描いている。その単行本の前書きにおいては「新人になったつもりで描いた」とコメントしている。
手塚は「彼の作品は、計算の上にサービス精神を横溢させている」と評している。漫画家のゆうきまさみはコラム『はてしない物語』などで「コマとコマの間を読ませるという意味で、横山氏の右に出る者はいない」と語っている。

## 人物
自作品の映像化に関して、横山はその点については現実的かつ寛容で、商業作品は第一に経済的に成功させなければならないという点に対して理解を持っていた。白土三平が『ワタリ』について先に制作された映画版の表現や完成度への不満からテレビドラマ化を拒否、複数の漫画家の代替企画者として横山に声がかかる、東映は横山がスケジュールで折り合わない際は石森章太郎等を候補にあげていた。東映の後押しもあり運良く『飛騨の赤影』（仮面の忍者 赤影）の連載を開始し、こちらは正統派の忍者漫画であったのに対して、テレビドラマ版は東映スタッフが知恵を絞り原作とは異なる作品となる。しかし赤影は東映版が空前のヒットをした事で人気の出ない漫画は早々に打ち切り作品となった。
数多くの横山作品を原作としてテレビアニメ・特撮などの映像作品が制作され、多くのクリエイターが横山の了承を得て大いに独自の手腕を振るっている。たとえば『マーズ』では、その最初のアニメ化（『六神合体ゴッドマーズ』）に際して、漫画作品の発表からかなりの時間が経ち、内容も時代に合わせて変える必要があるからとして、「すべてお任せしますから、自由に書いてください」と言われたことをシリーズ構成の藤川桂介は述べている。一方で、自身の作品に対するポリシーやアニメ化された作品に対する観察眼も一貫したものを持っており、『鉄人28号FX』については、雑誌のコメントで「鉄人のデザイン、物語ともどもにもっとわかりやすいものがよかったのでは?」という比較的辛口のコメントを残している。
30代の時点で、横山は既に漫画業界では大御所と呼ばれる存在になっていたが、内容の保守にとらわれず、過去の代表作の続編を作成したり、「今、読者が何を求めているのか?」を研究するために頻繁に映画館に足を運ぶという進取の人物であった。
『殷周伝説』を連載していた雑誌『コミックトムプラス』の巻末で、「私が今まで感銘を受けた本は、山岡荘八さんの小説『徳川家康』全26巻でしたね」と語っており、実際に横山の手によって漫画化されている。その他にも横山は『織田信長』『豊臣秀吉（異本太閤記）』『伊達政宗』と、次々と山岡作品を漫画化している。
無類の競馬好きで、それが高じて茨城県美浦村の牧場で自分の競走馬を飼っていた。馬主としては株式会社千早クラブ名義で登録していた、勝負服の柄は緑、茶鋸歯形。また、所有馬の『ジャックボーイ』は1987年（昭和62年）の第48回菊花賞にも出走している（結果は18頭中15着）。
麻雀も強く、1981年には第12期麻雀名人（『週刊大衆』）のタイトルを獲得している。
ヘビースモーカーとしても有名だが、喫煙による火災が命取りになってしまった。また酒豪でもあった。
締切に関しては非常に誠実で、『三国志』連載中は当日の朝に編集者が仕事場に行くと、玄関口に完成原稿が封筒に入れられて置かれていたという。

## 作品リスト

### 少年向け

#### ロボットもの
- 鉄人28号
- ジャイアントロボ - 初期のみ小沢さとると共作。
- てつのサムソン[10]
- サンダー大王
- ダイモス
- むてきごうりき[11]
- みどりの魔王[12]

#### 忍者もの
- 伊賀の影丸
- 仮面の忍者 赤影（飛騨の赤影）
- 新・仮面の忍者 赤影
- 忍法十番勝負・十番勝負
- 少年忍者風よ[13]
- ムササビ[14]

#### SFもの
- 黄金都市（手塚治虫原作、1955年）[15]
- 海流発電（手塚治虫原作、1955年）[16]
- レッドマスク[17]
- バビル2世
- その名は101（ワンゼロワン） - 『バビル2世』の続編
- 宇宙船レッドシャーク[18]
- マーズ
- 時の行者
- セカンドマン[19]
- 魔界衆
- 地球ナンバーV-7[20]
- 昆虫惑星（短編）[21]

#### 時代もの
- 魔剣烈剣（1955年）[22]
- 闇の土鬼
- 音無しの剣[23]
- 風盗伝[24]
- 恋と十手とお銀ちゃん（短編作品）

#### その他
- ターザンの洞窟（手塚治虫原作、1955年）[25]
- あばれ天童（学園もの）[26]
- コマンドJ（ミステリー）[27]
- グランプリ野郎（スポーツ）
- 邪神グローネ（ホラー・伝奇）[28]
- 白髪鬼 - 江戸川乱歩原作（ミステリー・ホラー・伝奇）[29]
- 少年ロケット部隊[疑問点 – ノート][30][31]

### 少女向け
- 魔法使いサリー
- コメットさん （漫画版、原作はTBS）
- おてんば天使[32]
- クイーンフェニックス[33]
- 白百合物語（1955年）[34]
- 白ゆり行進曲（1955年 - 1956年） - 『白百合物語』のリメイク作品[35]
- 母さん二人[36]
- 夕やけ日記[37]
- 牧場の合唱[38]
- 四枚の女王[39]
- 由美と三太[40]
- とびだしたマリ[41]
- 二つの顔の天使（1957年 - 1958年）[42]

### 大人向け
- 兵馬地獄旅
- 片目猿
- 血笑鴉[43]
- 鬼火（短編）[44]
- 野獣[45]

### 歴史もの

#### 中国
- 殷周伝説 - 『封神演義』と宋代の『武王伐紂平話』がモチーフ
- 史記 - 『史記列伝』も含む
- 項羽と劉邦 - 『通俗漢楚軍談』がモチーフ
- 三国志
- 水滸伝
- 狼の星座 - 小日向白朗がモデルの日本人青年・健作が大陸で馬賊となって活躍する冒険譚
- 戦国獅子伝 - 辻真先原作[46]
- 長征[47]
- ウイグル無頼[48]

#### モンゴル
- チンギスハーン - チンギス・ハーン（チンギス・カン）の生涯を記したモンゴル語史書の『元朝秘史』をモチーフ

#### 日本
- 平家物語
- 山岡荘八原作
  - 織田信長
  - 豊臣秀吉（異本太閤記）
  - 徳川家康
  - 伊達政宗
- 捨て童子 松平忠輝 - 隆慶一郎の『捨て童子・松平忠輝』を漫画化[49]
- 新田次郎原作
  - 武田信玄
  - 武田勝頼（『武田信玄』の続編）
- 隻眼の竜（山本勘助が主人公）
- 蛟竜（黒田如水が主人公）
- 元禄御畳奉行の日記 - 原作は神坂次郎の同名作。尾張藩士・朝日文左衛門の日記『鸚鵡籠中記』を題材とする

### 原作担当
- 五郎の冒険（作画：馬場秀夫）[50]
- おてんば天使（作画：長谷川一）[51]

## アシスタント
- 赤塚不二夫（出張アシスタントとして）[52]。
- 岸本修
- 鳴島生
- 井上英沖
- 乱丸
- 加来あきら
- 森正
- 斉藤あきら
- 大友康匠